# Cromodinâmica quântica na rede
A cromodinâmica quântica na rede ou QCD na rede é uma abordagem não-perturbativa à cromodinâmica quântica muito bem estabelecida. Consiste numa teoria de gauge (ou de calibre) na forma discretizada, onde os pontos do espaço-tempo correspondem aos pontos (sítios) de uma rede 4D finita. No limite em que o tamanho da rede é infinitamente grande e seus sítios infinitamente próximos, a QCD no contínuo é recuperada. A QCD na rede foi introduzida por Kenneth Wilson.
Soluções analíticas ou perturbativas na QCD à baixas energias são difíceis ou impossíveis de serem obtidas devido à natureza altamente não-linear da força forte e aos incômodos valores da constante de acoplamento efetiva. Por ser uma formulação discreta do espaço-tempo, a QCD na rede naturalmente introduz um cut-off (ou corte) de momentos da ordem de 1/a, onde a é o espaçamento de rede, o que regulariza a teoria. Como resultado , a QCD na rede é bem definida matematicamente. Além disso, esta fornece ferramentas para a investigação de fenômenos não-perturbativos como o confinamento de quarks e de cor e a formação do plasma de quarks e glúons, que são intratáveis por métodos analíticos até o presente momento. Além disso, cálculos de espectroscopia hadrônica são a grande ocupação de vários supercomputadores dedicados à QCD na rede hoje em dia.
Na QCD na rede, campos que representam quarks são definidos nos sítios da rede (que leva ao dobramento de férmions), enquanto os campos de glúon são definidos nos links (ou elos) que conectam sítios vizinhos. Esta discretização retoma a QCD no contínuo na medida em que o espaçamento de rede a vai à zero. Já que o custo computacional das simulações numéricas aumenta dramaticamente quando o espaçamento de rede diminui, o limite do contínuo é extrapolado (graças ao escalamento assintótico) por repetidos cálculos à diferentes valores de a e tamanhos de rede.
Simulações numéricas de QCD na rede, usando métodos de Monte Carlo, podem ser computacionalmente muito custosas, o que requere o uso de supercomputadores. Para reduzir o custo computacional, a aproximação quenched é utilizada, na qual os campos de quark são tratados como tendo seus graus de liberdade congelados. Apesar de tal aproximação ser muito usada antes dos anos 2000, férmions "dinâmicos" agora são bem comuns (full QCD). Nestas simulações mais modernas utilizam-se algoritmos tipicamente baseados em dinâmica molecular e algoritmos microcanônicos.
Atualmente, a QCD na rede é aplicável primariamente à baixas densidades onde o problema do sinal não interfere nos cálculos. A QCD na rede prediz que quarks são desconfinados à energias em torno de 150 MeV, no plasma de quarks e glúons.[necessita referência] Métodos de Monte Carlo são livres do problema do sinal quando aplicados ao caso da QCD com o grupo de gauge SU(2).
A QCD na rede já fez diversos contatos de sucesso com muitos experimentos. Por exemplo, a massa do próton foi determinada teoricamente com um erro de menos de 2%.
A QCD na rede também vem sendo utilizada em testes de benchmark para computação de alto desempenho, uma abordagem originalmente desenvolvida no contexto do supercomputador IBM Blue Gene.[necessita referência]